# Wilhelm von Gebhardi
Wilhelm von Gebhardi (* 28. August 1738 in Wolfenbüttel; † 24. Februar 1809 in Braunschweig) war ein deutscher Architekt und Leiter des herzoglich-braunschweigischen Baudepartements.

## Leben
Der in Wolfenbüttel geborene Gebhardi war der Sohn des Leibarztes Herzog Karls I. Er wuchs in Braunschweig auf, wo er seit 1756 das Collegium Carolinum besuchte. Trotz eines frühen Interesses für die Architektur entschied er sich für ein Studium der Rechtswissenschaften, das er in Helmstedt und Leipzig absolvierte. Im Jahre 1762 trat er als Registrator in den Dienst der Fürstlich-Braunschweigischen Kammer.

### Leiter des Herzoglichen Baudepartements
Im Jahre 1770 wurde Gebhardi zum Leiter des Herzoglichen Baudepartements ernannt. Trotz einer fehlenden Architekturausbildung wurden mehrere Bauten von ihm entworfen. Er wurde 1774 zum Klosterratsassessor, 1776 zum Klosterrat und 1778 zum Kammerrat ernannt. Der seit 1780 selbständig regierende Herzog Karl Wilhelm Ferdinand berief 1782 Christian Gottlob Langwagen als entwerfenden Architekten an seinen Hof. Der bis dahin auch entwerfende Gebhardi sollte sich nur mit Verwaltungs- und Kontrollaufgaben befassen, was zu Spannungen zwischen ihm und dem neuen Konkurrenten führte.
Die Erhebung in den erblichen Reichsfreiherrenstand erfolgte 1785. Gebhardi erwarb das Gut Thune, womit er Mitglied der Ritterschaft sowie der Ständevertretung wurde. Im Jahre 1803 wurde er zum Geheimen Kammer- und Klosterrat ernannt. Im selben Jahr übergab er sein Amt an Peter Joseph Krahe.
Gebhardi starb 1809 in Braunschweig.

## Werk
Die einzig erhaltenen Werke Gebhardis in Braunschweig sind das 1768/69 entstandene Haupteingangstor von Schloss Richmond, das 1772 errichtete Ackerhof-Portal (1971 abgebaut und eingelagert) sowie das Logengebäude in der Leopoldstraße. Die unter seiner Leitung entstandenen Brückenbauten wie z. B. die Lange Brücke wurden bereits im 19. Jahrhundert während der Kanalisierung der Okergräben abgebrochen. Seine Bauten weisen eine spätbarocke und teilweise bereits frühklassizistische Formensprache auf. Eine bedeutende denkmalpflegerische Leistung war seine Verhinderung des Abbruchs der spätgotischen Laubengänge des Braunschweiger Altstadtrathauses im Jahre 1786.